# Tekstsoort
Tekstsoorten noemt men types teksten die gemeenschappelijke kenmerken vertonen wat vorm, inhoud en bedoeling betreft.
Zo onderscheidt men de teksten
- informatieve of referentiële teksten, die een stand van zaken in de werkelijkheid weergeven (verslag, krantenbericht, wetenschappelijk of encyclopedisch artikel enz.)
- beschouwende teksten, die de toehoorder of lezer van iets willen overtuigen (reclameboodschap, pamflet, verzoekschrift enz.)
- betogende teksten, die een bepaald standpunt of een visie innemen en met argumenten onderbouwen (hoofdartikel, opiniestuk, recensie enz.)
- expressieve of emotieve teksten, die uitdrukken wat er in de spreker of schrijver omgaat (dagboek, liefdesbrief enz.)
- amuserende teksten, die de lezer of toehoorder willen verstrooien (cabaret, cursiefjes, Sinterklaasrijmpjes enz)

In feite moet deze indeling wat concrete teksten betreft worden genuanceerd. Een recensie bv. kan een referentieel gedeelte bevatten (de korte inhoud van het boek), een betogend gedeelte (de verantwoording van het oordeel) en zelfs een persuasief gedeelte (de aansporing om dit boek absoluut te lezen of te kopen). 
De eigenschappen van tekstsoorten worden bestudeerd in de tak van de taalkunde die tekstlinguïstiek heet.